# 1777 Gehrels
1777 Gehrels eller 4007 P-L är en asteroid i huvudbältet som upptäcktes den 24 september 1960 av den nederländsk-amerikanske astronomen Tom Gehrels och det nederländska astronomparet Ingrid van Houten-Groeneveld och Cornelis Johannes van Houten vid Palomarobservatoriet. Den är uppkallad efter en av sina upptäckare, Tom Gehrels.
Asteroiden har en diameter på ungefär 11 kilometer.